# Королевство сербов, хорватов и словенцев
Короле́вство се́рбов, хорва́тов и слове́нцев, сокращ. КСХС (сербохорв. Краљевина Срба, Хрвата и Словенаца / Kraljevina Srba, Hrvata i Slovenaca) — историческое государство на Балканском полуострове. Образовано 1 декабря 1918 года в результате объединения Сербии, Черногории и Государства словенцев, хорватов и сербов. 4 октября 1929 года было официально переименовано в «Королевство Югославия» (неофициально это название использовалось еще с 1918 года).

## Создание нового государства
Идея создания единого южнославянского государства зародилась на рубеже XIX—XX веков. В результате Первой мировой войны Австро-Венгрия потерпела поражение и распалась. 1 декабря 1918 года королевство было провозглашено принцем-регентом Александром Карагеоргиевичем от имени своего отца Петра I Сербского, который затем принял титул короля сербов, хорватов и словенцев. Новое королевство было образовано в результате слияния недолговечного государства словенцев, хорватов и сербов, объединившего словенское, хорватское и сербское население бывшей Австро-Венгрии, с королевствами Сербии и Черногории, которые объединились в одно королевство тремя днями ранее.
По результатам плебисцита герцогство Каринтия предпочло остаться в Австрии. В Далмации порт Задар (Зара) и некоторые острова были уступлены Италии. Город Риека был объявлен «Свободным государством Фиуме», но в 1924 году был оккупирован и аннексирован Италией.

## Оформление государства. Правовая система

### Учредительное собрание
Избирательная система, выбранная для выборов в Учредительное собрание, была пропорциональной, основанной на методе Д'Ондта, который отдавал предпочтение крупным партиям и партиям с ярко выраженным региональным характером. Собрание избиралось всеобщим голосованием мужчин: выборы состоялись 28 ноября 1920 г., на них победили Народная радикальная партия и Демократическая партия. У этих двух партий не было большого количества сторонников в регионах, отторгнутых от империи Габсбургов, поскольку они правили централизованно: в частности, Радикальная партия представила себя в избирательной кампании как сербская партия. Хороших результатов добились также Хорватская крестьянская партия и Коммунистическая партия. Радикалы и демократы объединились и также включили в структуру Организацию боснийских мусульман. Правительство было поручено Николе Пашичу. Хорваты из ХКП, отказавшиеся принести присягу королю, не заседали в собрании, как и другие мелкие оппозиционные партии. Поскольку Конституция вступила бы в силу, если бы она получила 50% плюс один голос вне зависимости от явки в Собрание, она была принята большинством в 223 голоса против 35 и при отсутствии 158 депутатов.

### Видовданская конституция

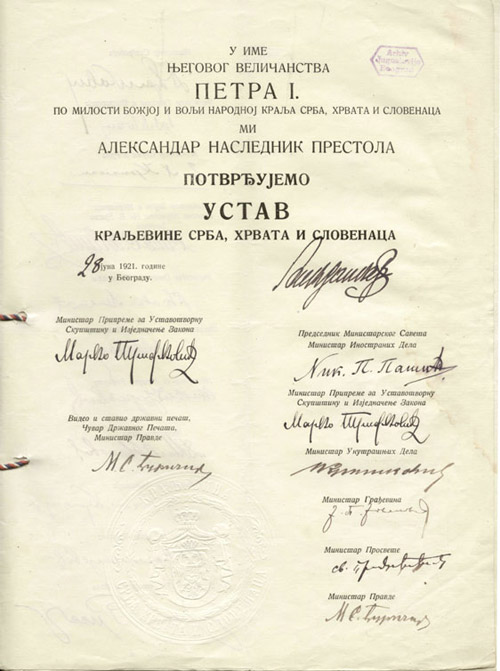
Титульный лист «Видовданского устава»

Видовданская конституция 1921 года провозглашала словенцев, сербов и хорватов тремя племенами единого югославского народа. Конституция вступила в силу 28 июня 1921 года, в день св. Вита (Видовдан по-сербски), дату, традиционно очень близкую сербскому народу, и от этого она получила название Видовданский устав. Было санкционировано создание конституционной, парламентской и наследственной монархии и государства с тремя названиями, единым флагом, единым гербом и единым языком (называемым «сербско-хорватско-словенским»).
Конституция установила разделение государственной власти: законодательная принадлежала однопалатному парламенту (Национальное собрание, Народна скупщина), избираемому всеобщим голосованием мужчин лицами старше 21 года, исполнительная — правительству, судебная — судебной власти. Король, однако, разделял законодательную власть со Скупщиной и мог созывать особые собрания парламента, имел право назначать главу правительства и министров, получивших впоследствии доверие скупщины; правосудие, отправленное судами, было от имени короля. Государство было разделено на уезды (области), округа (окружи), округа (котари/срезови) и муниципалитеты (опчине/општине), которые имели свой совет и скупщину. Государственный надзор за децентрализованной административной деятельностью осуществляли назначаемые государем уездные префекты (велики жупани).
Конституция окончательно отменила крепостное право и ликвидировала большие поместья, дала гражданам свободу слова, печати, вероисповедания и объединений. Он установил равенство своих подданных независимо от национальности и вероисповедания, гарантировал бесплатное здравоохранение и образование. Однако свобода печати и слова ограничивалась в случаях оскорбления королевского величества или действий против государства.

### Государственная идеология и национальная дискриминация
Идеологической основой государства стало «югославянство», выросшее из иллиризма: в рамках единого государства сербы, хорваты и словенцы должны были с течением времени сформировать единый югославянский народ. Эта концепция, однако, не признавала национальную самобытность прочих славянских народностей страны (славян-мусульман, македонских славян и черногорцев), которые официально считались сербами. Неславянские народы (косовские и македонские албанцы, боснийские и санджакские турки, венгры и немцы Воеводины) оказались на положении нежелательных этнических меньшинств, причём если в отношении венгров и немцев государственная политика была относительно толерантной, то турки и албанцы подвергались открытой дискриминации, нацеленной на выдавливание этих народностей из страны. Одновременно поощрялось переселение сербских колонистов в Македонию и Косово, а использование македонского языка в учреждениях образования и органах власти запрещено. Выступления македонских славян и албанцев против сербизации жестоко подавлялись. Тем не менее, македонский и албанский вопросы по своей остроте в политической жизни государства сильно уступали главной внутренней проблеме: сербо-хорватским противоречиям. Сербия являлась безусловным ядром нового государства, а сербская элита заняла доминирующие позиции в политической системе страны.
Интеграционные процессы, основанные на сербской политической культуре, натолкнулись также на отпор хорватов. Число приверженцев «югославянства» в Хорватии быстро сокращалось, росла популярность националистических идей.

### Политическая борьба
С момента своего основания страна имела бурную политическую историю, когда за десять лет сменилось двадцать пять кабинетов министров. В политической системе королевства ведущая роль принадлежала двум сербским партиям: Народной радикальной партии Николы Пашича, перешедшей на консервативные, пансербские позиции, и более либеральной Югославской демократической партии Любомира Давидовича, отстаивающей идею единого югославянского народа. Ни одной из этих партий не удалось завоевать сколь-либо значительной поддержки у несербских народов страны, однако относительное численное большинство сербов в этническом составе населения королевства (из двенадцатимиллионного населения Югославии сербы составляли 4,7 млн, то есть 39 %) позволяло радикалам и демократам попеременно находится у власти на протяжении 1920-х годов. Их главным политическим противником являлась Хорватская крестьянская партия во главе со Степаном Радичем, требующая федерализации государства. В КСХС возникло также несколько словенских партий, самой крупной из которых была Словенская народная партия, которая осуждала Конституцию 1921 года как «санкционирующую гегемонию сербства, что является губительным для государства, в котором проживают три народа». На выборах в Народную Скупщину в марте 1923 года в Словении победила именно она. В Югославии словенцы добились некоторой автономии.
После воцарения Александра I был принят ряд мер по ограничению деятельности политических партий. Принятый 1 августа 1921 года закон «О защите государства» запретил деятельность Компартии и аннулировал 58 мандатов депутатов-коммунистов. Летом 1923 года Народная скупщина предала суду в соответствие с этим законом руководство Хорватской республиканской крестьянской партии, а сама партия была на некоторое время запрещена.
Для 1920-х годов была характерна острая политическая борьба между радикалами и демократами, а также между сербскими и несербскими партиями, хронический политический кризис, интриги и чехарда правительств. Попытки компромисса между сербской и хорватской элитой неизменно проваливались, росло напряжение в сербо-хорватских отношениях, переходящее в районах со смешанным населением в столкновения на национальной почве. Экономические и социальные вопросы были отодвинуты на задний план и оставались нерешёнными. К концу 1920-х годов обе главные сербские партии находились в глубоком кризисе, в то время как влияние короля неуклонно росло. Кульминацией противостояния различных политических сил стало смертельное ранение 19 июня 1928 года Степана Радича прямо на заседании Скупщины. Смерть от рук убийцы превратила Радича в мученика, его имя сделали иконой в политической борьбе не только новый руководитель партии Владко Мачек, но и усташи, которые использовали гибель Радича как доказательство сербской гегемонии и как оправдание своей террористической деятельности против сербов.

### Государственный переворот
Парламентская система потерпела неудачу как инструмент национального единства: не было национальных партий, кроме социалистов и коммунистов (имевших небольшую поддержку или вскоре запрещенных), а были только регионалисты. Идея югославской нации не прижилась: общины сохраняли свою идентичность, региональные правительства. Парламентаризм оказался неспособным решить проблемы страны и выродился в непрерывный спор между политическими группами по пустякам, распределению власти и личностным столкновениям между его многочисленными лидерами. Поэтому 6 января 1929 года король распустил парламент, отменил конституцию и установил королевскую диктатуру («Диктатура 6 января») до 1931 года, а государство получило новое название — Королевство Югославия.

## Экономика и социальная сфера

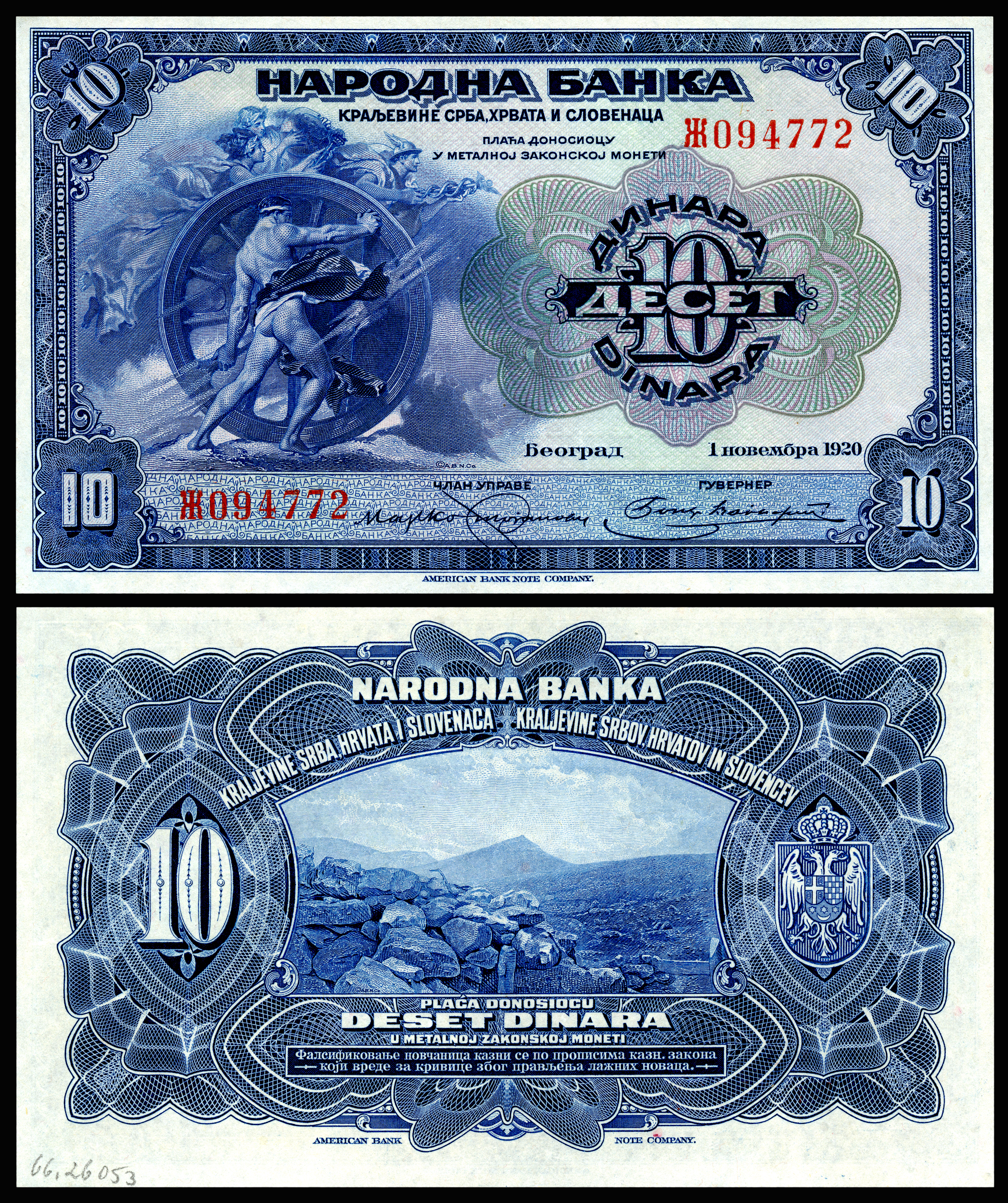
Банкнота в 10 динаров (1920)

Социально-экономическое положение Королевства сербов, хорватов и словенцев в первые годы его существования было крайне тяжёлым: послевоенная разруха, инфляция, высокий уровень безработицы, нерешённость аграрного вопроса вели к волнениям в деревне и частым массовым забастовкам рабочих. На протяжении всего межвоенного периода в Сербии сохранялось полное доминирование сельского хозяйства в экономике, причём его модернизация шла крайне медленными темпами из-за мелкоземелья и отсутствия капитала.
Объединение южнославянских земель вокруг Сербии не дало сколь-либо значительного толчка к развитию сербской промышленности: сказывались такие отрицательные факторы, как конкуренция со стороны словенских и хорватских предприятий, крайне низкая покупательная способность населения Сербии и более отсталых регионов, нехватка рабочей силы и финансовых ресурсов. Тем не менее, в межвоенный период в Сербии начались процессы индустриализации, прежде всего в добывающей, пищевой и табачной отраслях. Белград был полностью перестроен и превратился в крупный европейский столичный центр.
В результате земельной реформы часть земли, отобранной у крупных землевладельцев, была передана непосредственно крестьянам. Король Александр способствовал колонизации отнятых у помещиков земель крестьянами, которым была дарована отсрочка уплаты налогов на три года, а также переселению, в первую очередь, сербов в другие регионы государства, чтобы способствовать единению между разными культурами страны, хотя в действительности это обостряло межэтническое недоверие.
Здравоохранение и образование были включены в конституцию как гарантированные и бесплатные. Были приняты законы об учреждении сельских школ. Сильный толчок социальной политике дала королева Мария, которая создала благотворительные фонды для поддержки бедных классов и продвигала кампании по вакцинации и профилактике детских болезней.

## Международная политика
Новое югославское государство все двадцатые годы сохраняло политическую ориентацию на Францию. В 1927 году две страны подписали двусторонний договор о дружбе. Также Чехословакия, Румыния и Югославия договорились в 1919 году нейтрализовать венгерский ревизионизм и предотвратить восстановление Габсбургов в Венгрии; соглашения между тремя странами нашли воплощение в ряде двусторонних соглашений, подписанных между 1920 и 1921 годами и приведших к созданию так называемой «Малой Антанты».
Италия сохраняла враждебное отношение к новой стране, считая ее новым соперником за контроль над Адриатикой и с которой оспаривала некоторые территории и границу в Истрии и Далмации, особенно порт Фиуме. Парижская мирная конференция не смогла урегулировать итало-югославский спор из-за Фиуме. После прихода к власти Муссолини югославское правительство попыталось улучшить отношения, согласившись с присоединением города к Италии, подписав в январе 1924 года Римский договор. Спор из-за Албании, которую Югославия отказалась передать Муссолини, усилил напряженность между двумя народами. Хорватские политики, находившиеся в правительстве с 1925 г., также были против примирения с Италией. Некоторые правовые вопросы были решены в Неттунских соглашениях в июле 1925 г., но которые не были ратифицированы до ноября 1928 года из-за междоусобиц между югославскими политиками. Также из-за территориального спора не были дружественными отношения с Болгарией.

## Культура
Единственная сфера, в которой удалось достичь прогресса в объединении югославянских народов. Диалекты хорватов, сербов и мусульман продолжали сближаться вплоть до формирования единого сербохорватского языка, латиница стала второй письменностью для сербов, Белград и Загреб превратились в межнациональные культурные и научные центры. Белград, кроме того, стал одним из важнейших европейских центров русской эмиграции, что оказало значительное влияние на развитие югославской культуры. В литературе и искусстве этнические особенности отошли на второй план, а на первый план вышло противостояние авангарда и традиционного искусства. Доминирующую роль в 1920-х годах играл экспрессионизм, наиболее значительными представителями которого в Сербии являлись, прежде всего писатель Милош Црнянский и поэт Растко Петрович, а также, в литературе — Станислав Винавер и Драгиша Васич, в изобразительном искусстве — Зора Петрович и Милан Конёвич. В скульптуре безусловное лидерство принадлежало хорвату Ивану Мештровичу, автору монумента «Победитель», ставшему одним из символов Белграда. В то же время болгарский язык и культура подвергались жесткой дискриминации и притеснению, так как власти не признавали сам факт существования болгар в стране, все южнославянские диалекты страны официально относились к «сербо-хорвато-словенским».

## Административно-территориальное деление. Национальности

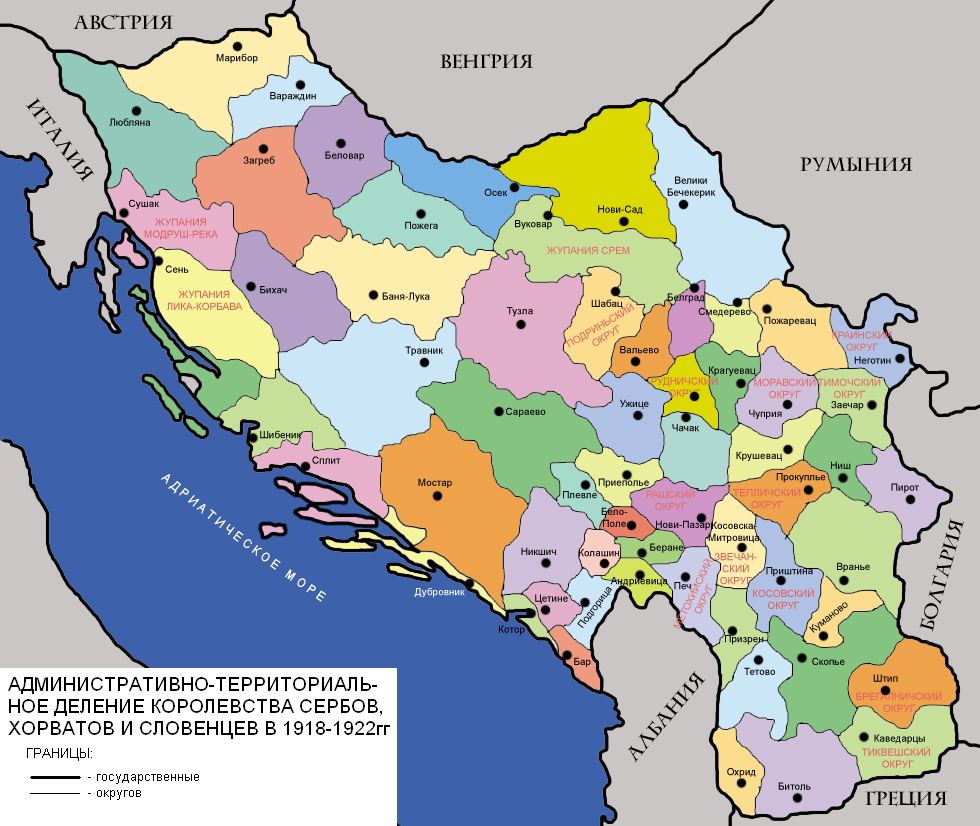
Округа 1918—1922 гг.
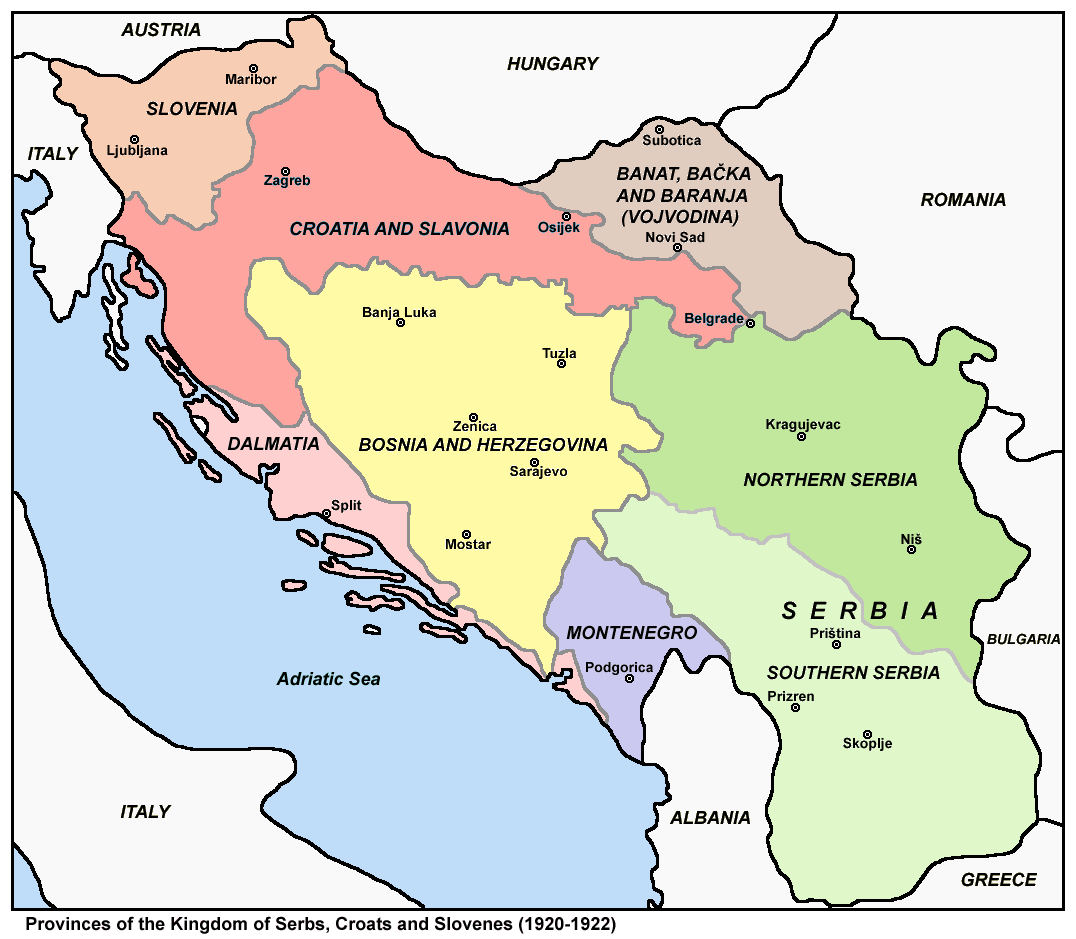
Провинции (единицы первого уровня) 1920—1922 гг.
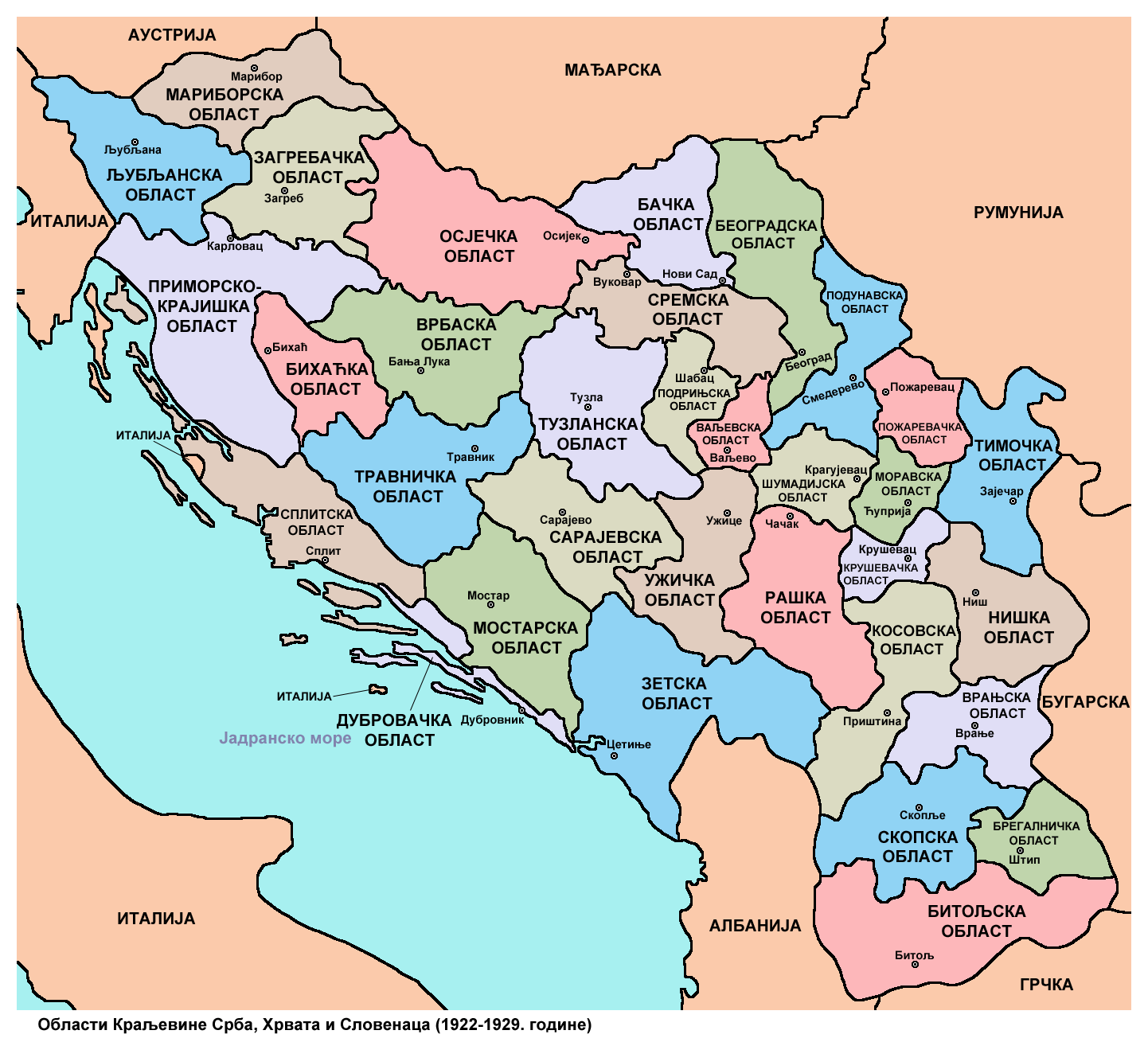
Области 1922—1929 гг.

По данным переписи 1921 года в стране проживали: сербохорваты: 8 911 509 (74,36 %), из них составляли: сербы (включая черногорцев и македонцев) — 44,57 %, хорваты — 23,5 %, мусульмане (боснаки) — 6,29 %; а также: словенцы: 1 019 997 (8,51 %), немцы: 505 790 (4,22 %), венгры: 467 658 (3,9 %), албанцы: 439 657 (3,67 %), румыны: 231 068 (1,93 %), турки: 150 322 (1,25 %), чехи: 115 532 (0,96 %), русины (украинцы): 25 615 (0,21 %), русские: 20 568 (0,17 %), поляки: 14 764 (0,12 %), итальянцы: 12 553 (0,11 %), другие (цыгане, болгары …): 69 878 (0,58 %).